# Максиллоподы
Максиллоподы (лат. Maxillopoda, в русскоязычной литературе встречаются также название челюстено́гие) — класс водных ракообразных (Crustacea).

## Описание
Характерные черты этой группы — редукция числа сегментов брюшка и отсутствие на них конечностей. Голова составлена пятью сегментами, грудь — шестью, брюшко — четырьмя.
Наиболее известные представители этой группы — циклопы (Cyclopidae) и балянусы (Balanus). Большинство имеют мелкий размер, включая мельчайшего в мире представителя типа членистоногие, Stygotantulus stocki, имеющего длину 0,1 мм.

## Систематика
Вероятно, Maxillopoda не являются монофилетической группой. По мнению многих авторов, это скорее служебный таксон, в котором собраны все отряды ракообразных, которые не могут быть отнесены к другим классам. Ископаемый отряд †Cyclida, ранее относимый к максиллоподам, теперь включён в надкласс Multicrustacea в неопределённом статусе Incertae sedis.
| Подкласс                   | Члены | Фото                                          |
| -------------------------- | --- | --------------------------------------------- |
| Веслоногие раки (Copepoda) | Calanoida Cyclopoida Gelyelloida Harpacticoida Misophrioida Monstrilloida Mormonilloida Platycopioida Poecilostomatoida Siphonostomatoida | Calocalanus pavo (Calanoida: Calocalanidae)   |
| Thecostraca                | Cirripedia Facetotecta Ascothoracida | Chthamalus stellatus (Sessilia: Chthamalidae) |
| Карпоеды (Branchiura)      | Arguloida | Argulus (Argulidae)                           |
| Пятиустки (Pentastomida)   | Cephalobaenida Porocephalida | Armillifer armillatus (Porocephalidae)        |
| Mystacocarida              | Ctenocheilocaris Derocheilocaris | Ctenocheilocaris (Derocheilocarididae)        |
| Tantulocarida              | Basipodellidae Deoterthridae Doryphallophoridae Microdajidae                                                                              |                                               |